# Корнієнко Євдокія Антонівна
Євдокія Антонівна Корнієнко (1914, місто Катеринослав, тепер Дніпро — 1985, місто Київ) — українська радянська комсомольська діяч, секретар ЦК ЛКСМУ. Кандидат історичних наук (1952), доцент (1954).

## Життєпис
Член ВКП(б) з 1932 року.
У 1934 році закінчила історико-економічний факультет Дніпропетровського державного університету та виїхала на роботу на Далекий схід СРСР. У 1934—1937 роках працювала вчителем історії в середніх школах сіл Переяславка та Амурське.
З 1937 року — інспектор Управління Вищої школи Народного комісаріату освіти Української РСР із суспільних наук в місті Києві.
3 серпня 1940 — червень 1945 року — секретар ЦК ЛКСМ України по школах (по роботі серед шкільної молоді і піонерів).
Під час німецько-радянської війни брала участь в організації партизанського руху в Україні.
У червні 1945 — червні 1948 року — заступник начальника Управління у справах вищої школи при Раді міністрів УРСР.
У червні 1948 — вересні 1949 року — завідувач відділу ЦК КП(б)У по роботі серед жінок.
У вересні 1949—1952 роках — аспірант Академії суспільних наук при ЦК ВКП(б) у Москві. У 1952 році захистила дисертацію на здобуття вченого ступеня кандидата історичних наук.
У 1952—1954 роках — завідувач кафедри Київського інституту кінематографів.
У 1954—1964 роках — доцент кафедри історії Київського політехнічного інституту.
Потім викладала в Українському поліграфічному інституті імені Івана Федорова.
У 1980-х роках — персональний пенсіонер союзного значення в місті Києві.
Померла в грудні 1985 року в Києві.

## Нагороди
- орден Вітчизняної війни ІІ ст. (6.04.1985)
- орден Трудового Червоного Прапора (7.03.1960)
- орден Червоної Зірки (1.04.1943)
- орден «Знак Пошани» (23.01.1948)
- медаль «Партизанові Вітчизняної війни» 1-го ст.
- медаль «За перемогу над Німеччиною у Великій Вітчизняній війні 1941—1945 рр.» (1945)
- медаль «За доблесну працю у Великій Вітчизняній війні 1941—1945 рр.»
- медалі